# Otton z Bambergu

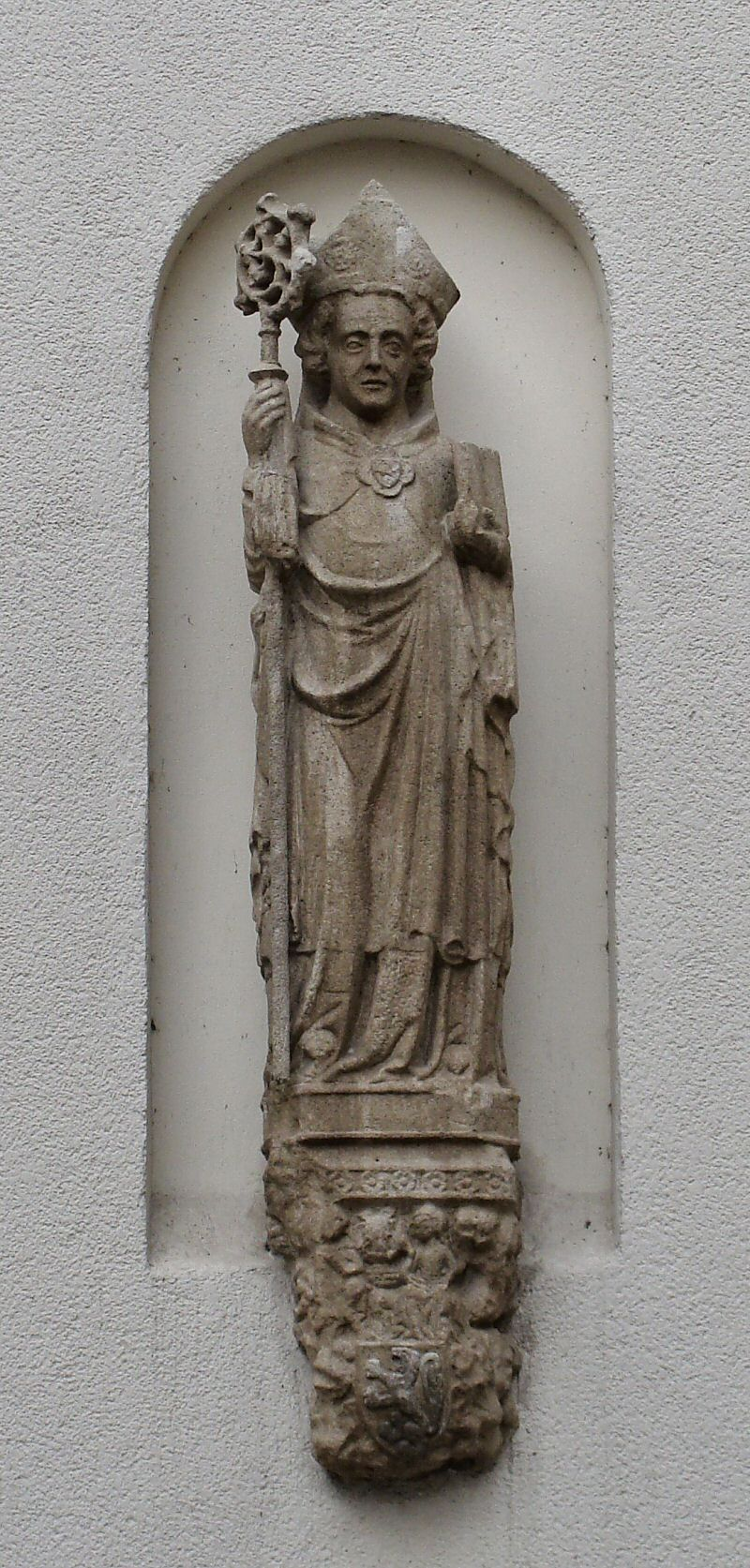
Kopia czternastowiecznej figury św. Ottona z Zamku Książąt Pomorskich w Szczecinie

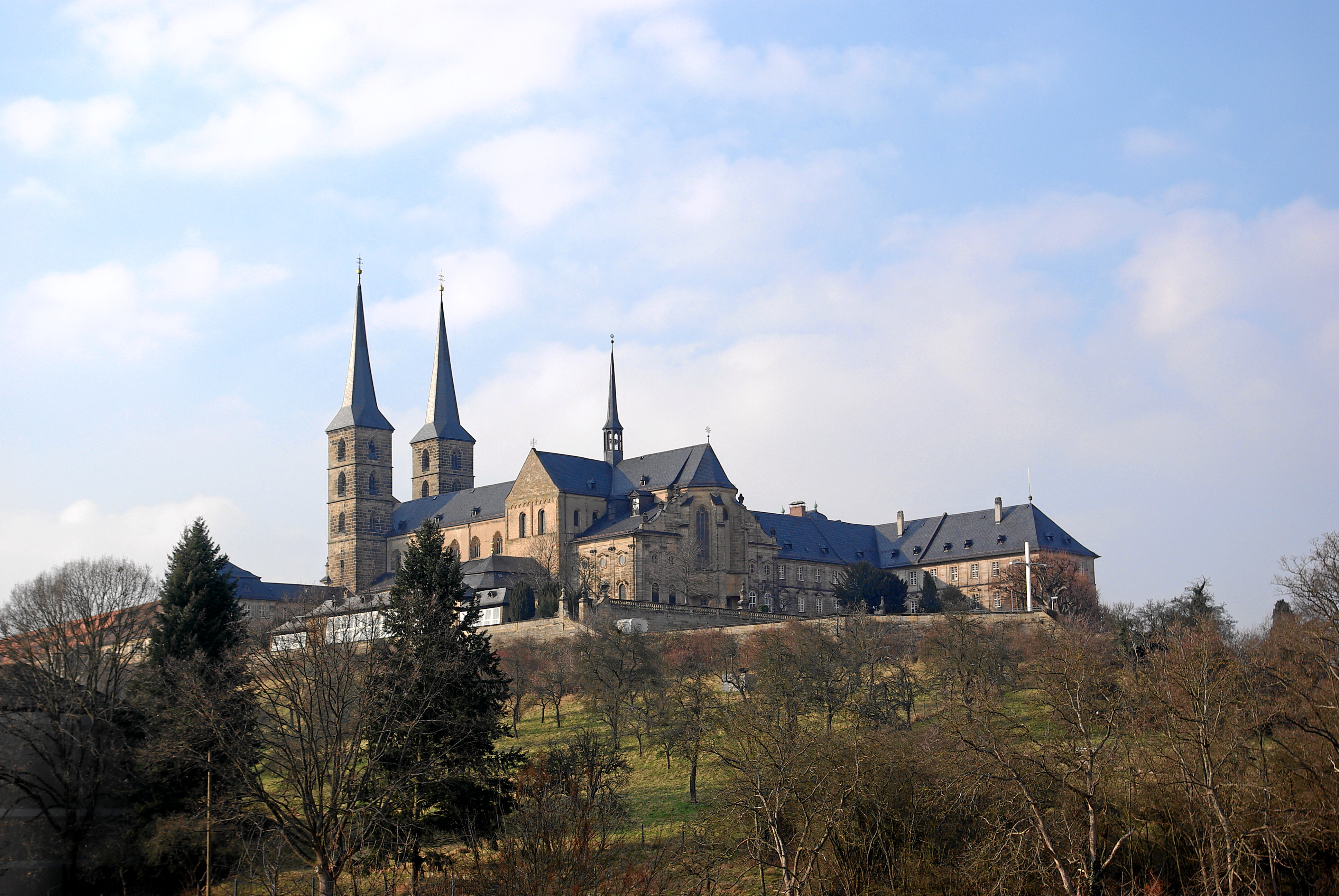
Opactwo benedyktyńskie: kościół św. Michała z kaplicą grobową i relikwiarzem św. Ottona na Wzgórzu Świętego Michała w Bambergu

Otton z Bambergu, Otto von Mistelbach, znany także jako Otto z Bambergu czy Otto(n) z Bambergi, niem. Otto von Bamberg (ur. ok. 1060 we Frankonii, zm. 30 czerwca 1139 w Bambergu) – biskup Bambergu od 1102, kanclerz cesarza Henryka IV, misjonarz, święty Kościoła katolickiego, zwany „Apostołem Pomorzan” i „ojcem klasztorów”.
Otton przez całe lata 80. XI w. pozostawał w Polsce. Był nauczycielem w szkole katedralnej w Płocku, stolicy książęcej i biskupiej. Do szkoły tej uczęszczali wyłącznie kandydaci do stanu duchownego, synowie z polskich możniejszych rodów rycerskich. Znał doskonale język polski i nauczał w nim. To właśnie znajomość mowy polskiej mogła być przyczyną wezwania Ottona do chrystianizacji Pomorza.

## Życiorys
Otto pochodził z rodziny szlacheckiej, był synem barona Müsselbach lub Mistelbach. Wg Stanisława Rosika rodzicami Ottona byli Otton (ok. 1040–ok. ok. 1070) i Adelajda (1045–1094) prawdopodobnie ze Staufów, a jego bratem – Fryderyk z Mistelbach (zm. ok. 1136). Został wychowany w klasztornej szkole z przeznaczeniem do stanu duchownego.
Około 1080 przybył do Polski jako kleryk, towarzysząc opatowi Henrykowi z Wülzburga, który niedługo potem został arcybiskupem gnieźnieńskim. W Gnieźnie Otton prowadził chłopięcą szkołę katedralną i zdobył zaufanie księcia. W 1088 znalazł się na dworze księcia Władysława Hermana w Płocku, gdzie brał udział w pertraktacjach dotyczących małżeństwa księcia z księżniczką Judytą Salicką, siostrą cesarza Henryka IV. Ten rozpoznał w nim lojalnego, mądrego i pobożnego doradcę, wciągając go do swojego otoczenia, gdzie doszedł do rangi kanclerza i strażnika pieczęci. Po ślubie Otton został mianowany również dworskim kapelanem księżnej Judyty.
W 1102 został wyświęcony na biskupa i wbrew swojej woli mianowany przez cesarza na biskupa Bambergu, a w 1103 objął nowe stanowisko, które przyniosło mu wiele kłopotów i niepokoju. Zdobył sobie szybko uznanie jako znakomity administrator i duszpasterz. Zakładał nowe opactwa i ośrodki klasztorne, stąd zyskał przydomek „ojca klasztorów”.
W roku 1106 Otto podjął podróż do Rzymu, oddał papieżowi pierścień i pastorał, a następnie, na wyraźne polecenie tego samego, ponownie objął urząd biskupa Bambergu. W roku 1107 wrócił do diecezji i poświęcił całą swoją aktywność na zarządzanie nią.

### Pierwsza wyprawa misyjna
Doniesienia Bernarda Hiszpana o próbach nawrócenia ludności z Julina (Wolina) na chrześcijaństwo skłoniły biskupa Ottona do odbycia misji chrystianizacyjnej na Pomorze, zwłaszcza, że zachęcał go do tego polski książę Bolesław Krzywousty. Księża błagali go, aby zrezygnował z podróży, ale on nie dał się przekonać; poprosił i uzyskał zgodę papieża Kaliksta II.
Odpowiadając na zaproszenie Bolesława do wykonania chrystianizacji Pomorzan, w podróż z Bambergu wyruszył 24 kwietnia 1124. Wybrał najzdolniejszych ze swego duchowieństwa, aby mu towarzyszyli i przygotował wszystko do podróży. Starał się nie powtórzyć błędu misjonarza Bernarda, który w 1123 pieszo przybył na misję w ubogich szatach i boso i z tego powodu został wyśmiany, a wkrótce i pobity. Przeciwnie niż swój poprzednik, Otto starał się jak najpiękniej zaprezentować na Pomorzu. Kupił błyszczące szaty kapłańskie, ozdoby ołtarzowe, kielichy i inne sprzęty kościelne, a także dużą liczbę wspaniałych szat, pięknych chust i innych kosztowności, które nadawały się na prezenty dla szlachetnych mieszkańców Pomorza. Chciał poprzez hojność przekonać pogańskich ludzi, że nie głosi chrześcijańskiej nauki z chciwości.
Do Gniezna dotarł przez Pragę, Niemczę, Wrocław i Kalisz. Książę Bolesław zapewnił mu towarzyszy, fundusze i zapasy na dalszą podróż. Powierzył opiekę nad biskupem doświadczonemu dowódcy wojennemu komesowi Santoka – księciu Pawłowi (Pawlikowi), który miał pod sobą 60 kawalerzystów.
Książę pomorski Warcisław został poinformowany przez posłańca o przybyciu Ottona na Pomorze i zgotował biskupowi przyjazne powitanie na granicy rzeki Noteci (można też spotkać się ze stwierdzeniem, że miało to miejsce pod Stargardem) obiecując mu wsparcie w jego misji. Dał mu również doświadczonego przewodnika na podróż. W pierwszej kolejności biskup Otton skierował się do Pyrzyc, gdzie został dobrze przyjęty przez mieszkańców. Przez dwadzieścia dni Otto nauczał i głosił kazania, ochrzcił około 7000 osób, postawił mały kościół i pozostawił duchownego do sprawowania świętych obrzędów.
Z Pyrzyc udał się Otto do Kamienia, grodu, w którym znajdowała się jedna z siedzib książęcych. Tam również został ciepło przyjęty i ochrzcił mieszkańców. Tutaj dołączył do niego książę Warcisław, który przyjął wiarę chrześcijańską. Wyrzekł się poligamii i wpłynął na szlachtę i pospólstwo w tym samym duchu. Otton położył również podwaliny pod kościół w Kamieniu, mianował duchownego i zapewnił mu niezbędne środki. Z Kamienia Otto udał się statkiem do Wolina. Już w drodze Otton został ostrzeżony przez swoich towarzyszy podróży, że mieszkańcy Wolina są oporni i agresywni. Za radą Domisława, mieszkańca Kamienia, Otton wkroczył do miasta nocą i pod osłoną ciemności wkroczył do zamku książęcego. Na terenie zamku książęcego Otton i jego towarzysze liczyli na ochronę i schronienie przed pogańskimi mieszkańcami miasta. On i jego towarzysze spodziewali się schronienia i nienaruszalności w zamkowej enklawie dworu książęcego przed pogańskimi mieszkańcami miasta. To potajemne wprowadzenie okazało się wielkim błędem. Nadzwyczaj dumni mieszkańcy Wolina poczuli się przez to dotknięci w swojej godności. Rano po przybyciu do zamku Otto spotkał się z niechętnym i nieufnym przyjęciem. Lud zgromadził się przed zamkiem i groził biskupowi pewną śmiercią, jeśli nie opuści natychmiast obszaru miasta.
Biskup i jego świta pozostali przed miastem przez kilka dni, gotowi wrócić, gdy tylko mieszkańcy zmienią zdanie. Jednak gdy biskup próbował ponownie wejść do miasta, nie udawało mu się to. Z czasem pod wpływem niektórych wpływowych obywateli, którzy obawiali się gniewu polskiego księcia, obywatele uspokoili się i pozwolili im pozostać w kontakcie z biskupem. Dostojnicy miejscy również stawili się przed Ottonem i przeprosili za to, co się stało, zrzucając winę na niższe warstwy społeczne. Unikali jednak odpowiedzi na uporczywe ostrzeżenia Ottona, by podążać za Bolesławem i nawrócić się na chrześcijaństwo. Wolinianie twierdzili, że nie mogą zrobić tak ważnego kroku bez swoich sojuszników, mieszkańców Szczecina. Dlatego biskupi musieli podjąć pierwsze kroki w Szczecinie. Gdyby biskupom udało się wprowadzić tam wiarę chrześcijańska, nie stawialiby już oporu i poszliby w ślady najważniejszego miasta w kraju. Biskupowi udało się wydobyć od mieszkańców Wolina obietnicę, że przyjmą chrzest, o ile mieszkańcy Szczecina, z którego właśnie wyjechali misjonarze, zgodzą się wcześniej przyjąć chrzest.
Biskup wyruszył w podróż do Szczecina przez Zalew Szczeciński statkiem. W drodze w części podróży towarzyszyli mu dwaj mieszkańcy Wolina: mieszczanin Nadamer (Niedamir ?) i jego syn. Opuścili oni pokład dopiero krótko przed Szczecinem. Również do Szczecina misjonarze dotarli w ciemności i niezauważenie dostali się do książęcego zamku. Praca nawracania Ottona rozwijała się tutaj dobrze, pomimo początkowego oporu. W Szczecinie dwumiesięczna działalność Ottona zakończyła się zniszczeniem świątyni boga Trygława, a posrebrzane głowy ocalałe z posągu trójgłowego boga zostały wysłane do Rzymu. Wzniósł kościół ku czci św. Wojciecha oraz drugi ku czci apostołów Piotra i Pawła (kościół Piotra i Pawła). Wkrótce wiele tysięcy szczecinian przyjęło chrzest, lękając się represji ze strony Bolesława Krzywoustego.
Podczas pobytu biskupa Ottona w Szczecinie doszło do szeregu wydarzeń w Wolinie, a biskup otrzymał bardziej przyjazne przyjęcie podczas kolejnej wizyty. Na polecenie księcia władze miasta ukarały prowodyrów zamieszek przeciwko biskupowi, niektórzy z nich zostali wydaleni z miasta i przysięgli księciu, że poświęcą się nowej doktrynie. Wolinianie wysłali również zaufaną osobę do Szczecina, która miała dostarczyć im pewne informacje na temat tamtejszych wydarzeń. Dzięki zdobytym tam informacjom podjęli kroki, aby po cichu wpłynąć na mieszkańców, aby przyjęli Ottona tak poważnie, jak to tylko możliwe. Mieszkańcy Wolina zaprosili biskupa do jak najszybszego powrotu do miasta.
Po zakończeniu wizyty w Szczecinie Otto wyruszył chrystianizować miasta Gardziec (Garz), Lubin (niektórzy twierdzą, że może chodzić nie o Lubin –  niem. Lebbin, ale o Lubczynę – niem. Lübzin) i ponownie Wolin. Tym razem został przyjęty przez rzeczywiście skruszonych mieszkańców jak „anioł niebios”. Natychmiast rozpoczął głoszenie nauk chrześcijańskich, a wielu ludzi z miasta i okolic przybyło, aby uczyć się od niego i jego pomocników oraz zostać ochrzczonych. Liczba ochrzczonych podczas obecności Ottona w Wolin miała wynieść 22 156. Biskup wybaczył także tym, którzy źle się z nim zachowali podczas jego pierwszej wizyty i interweniował za przywódcami zamieszek wydalonymi z miasta. Ci mogli wrócić i zostali również ochrzczeni przez Ottona. Poważnie zajął się pogańskimi świątyniami i posągami; podczas tych działań słynna Kolumna Juliusa upadła w gruzy.
Biskup Otto podczas swojego pobytu w Wolinie położył fundamenty dwóch kościołów, ale tylko ołtarze i sanktuaria zostały przez niego poświęcone, ponieważ nie mógł doczekać się ukończenia budynków. Następnie kontynuował podróż, nauczając i udzielając chrztu na terenie księstwa Warcisława, a po odwiedzeniu wszystkich nowo utworzonych wspólnot, wrócił do swojej diecezji w Bambergu, gdzie bezpiecznie dotarł 29 marca 1125.
Otton w trakcie pierwszej swojej misji założył 11 kościołów i ochrzcił tysiące ludzi. Jednak tereny Pomorza Zachodniego pozostawały w znacznej części pogańskie. Brak księży, opór pogańskiej kasty kapłańskiej i dawne wierzenia ludu wciąż powodowały, że chrześcijaństwo na Pomorzu było słabe i powierzchowne. W związku z tym Otto pertraktował z królem Niemiec, który rościł sobie prawo do wszystkich terenów pomorskich położonych na zachód od Odry, aby ten pomógł mu zorganizować drugą wyprawę misyjną na te właśnie tereny.

### Druga wyprawa misyjna
Przejście Pomorza na chrześcijaństwo odbyło się szybko, bez większych przygotowań i było niestabilne, nie tylko w Szczecinie i Wolinie, ale także w wielu innych miejscach. Co więcej, lata po wyjeździe Ottona z Pomorza były pełne niepokojów politycznych, więc książę pomorski Warcisław, biskup Wojciech i pozostali lojalni chrześcijanie wspólnie apelowali o szybki powrót Ottona na Pomorze. Entuzjastycznie nastawiony do rozwoju diecezji pomorskiej, biskup zgodził się i przygotował do drugiej podróży na Pomorze wiosną 1128. Podczas tej podróży Otton przekroczył Saksonię i przybył na Pomorze. Otton najpierw odpoczął w Demminie, na południowy zachód od posiadłości księcia Warcisława. Mieszkańcy tego obszaru byli w konflikcie z plemionami łużyckimi żyjącymi na przeciwległych brzegach rzek Piana i Tollense i poprosili księcia Warcisława o pomoc. Książę Warcisław odpowiedział na wezwanie i natychmiast stawił czoła najeźdźcom swojej granicy, pokonując ich w zaciętej bitwie. Książę spotkał się z biskupem Ottonem w Demminie i postanowili zwołać wielką naradę wszystkich znaczących osób z tego kraju na wyspie Uznam, aby przekonać ich do jednomyślnego przyjęcia nowej wiary. Ten zjazd na wyspie Uznam odbył się w dzień Zielonych Świątek 1128 roku. Pojawił się na nim również wysłannik miasta Wolin, który prosił o przebaczenie za "błąd" swoich rodaków. Wynikiem rozmów było to, że wszyscy obecni okazali gotowość do przyjęcia chrześcijaństwa, a nieochrzczeni dotąd rycerze i wysłannicy wraz ze swoimi zwolennikami przyjęli sakrament chrztu. Kolejnymi etapami podróży były Wołogoszcz (Wolgast) i Choćków (Gützkow). W obu tych miejscowościach misjonarz kazał wznieść nowe kościoły.
Po pierwszej misji i wyjeździe Ottona wielu chrześcijan przeszło na pogaństwo, a nawracanie było powolne. Odmowa wielu rycerzy płacenia podatków polskiemu księciu i ich nieposłuszeństwo doprowadziły księcia Bolesława do zebrania armii, aby ukarać Pomorzan. W rezultacie książę pomorski Warcisław był bardzo zaniepokojony i wraz z książętami poprosił biskupa Ottona o mediację. Otton odpowiedział na to wezwanie i udali się do obozu wojskowego Bolesława i osiągnęli porozumienie. Bolesław powrócił do Polski ze swoją armią, a Otton odwiedził księcia Warcisława aż do Uznamu. Książę Warcisław był bardzo zadowolony z sukcesu politycznej misji biskupa. Następnie Otton popłynął statkiem do Szczecina pomimo wielokrotnych ostrzeżeń ze strony swoich towarzyszy. Tam, po wielkich trudnościach i niebezpieczeństwach, udało mu się nawrócić ludność na chrześcijaństwo i uzyskać zgodę księcia Warcisława. Następnie kontynuował podróż na Wolin.
W trakcie podróży ze Szczecina do Wolina wygnany przez Ottona pogański ksiądz zebrał grupę przestępców i zorganizował zasadzkę w wąskim odcinku rzeki. Złoczyńcy wyskoczyli z kryjówki i zaatakowali statek oraz jego załogę, próbując dopaść biskupa. Jednak marynarze stawili im zaciekły opór i w końcu napastnicy zostali zmuszeni do ucieczki. Kapłan, prowodyr, „który zainicjował ten atak i siedział z przyjaciółmi, został w tej samej chwili dotknięty udarem i gwałtowną słabością, ponieważ jego bogowie rozszarpywali go, jak zasłużył. Po tym nastąpił tak nieprzyjemny zapach, że wydawało mi się, że to mógł być Pluton z piekła lub ktoś inny, wielki Szatan, dmuchający z jego gardła". Istnieją różne relacje różnych historyków na temat ataku na biskupa. W każdym razie Otton przybył do Wolina zdrowy i  żywy i natychmiast zabrał się do pracy.
W Wolinie biskup nie napotkał żadnego oporu. Ludzie cierpliwie znosili nagany biskupa za odstępstwa od wiary i inne nieprawidłowości. Okazali gotowość do naprawienia błędów i ściśle podporządkowania się jego wskazaniom. Biskup pojednał ich z kościołem rzymskim poprzez nałożenie rąk, udzielił chrztu chłopcom i wszystkim dorosłym, którzy jeszcze nie zostali ochrzczeni sakramentem, i przywrócił wszystko do poprzedniego stanu.
W trakcie i po zakończeniu misji na Pomorzu, św. Otton spisywał pouczenia i nakazy religijne i moralne, połączone z surowymi zakazami religijnych praktyk pogańskich, wysyłane i kierowane do Pomorzan. Są w nich szerokie opisy obyczajów i kultury Pomorzan.
Biskup Otto udał się do Bambergi, po tym jak próbował bezskutecznie uzyskać zgodę Danii na nawracanie Rugian, startując z Wolina. Dodatkowo, uregulował kilka spraw diecezji w Wolinie i odwiedził kilka miast pomorskich, po czym powrócił przez Polskę. Tam, 20 grudnia 1128 roku, został uroczyście przyjęty. Przez kolejne jedenaście lat służył swemu biskupstwu w błogosławieństwie. Zmarł w wieku 70 lat [sic!], 30 czerwca 1139 roku, na skutek wyczerpania.

## Domniemane cuda
Podczas obecności Ottona w Wolinie miało miejsce kilka cudów.

Kobieta na wsi, nagle oślepła, usłyszawszy, że biskup jest wciąż w Wolinie, kazała się do niego poprowadzić i błagała go z wielką gorliwością na kolanach o pomoc. Biskup powiedział jej: 'Idź, Matko, do kościoła, dzwon i obudź świętego Wojciecha, niech ci pomaga." Ponieważ kościoły nie miały jeszcze wież, dzwony zawieszano przed drzwiami kościoła, być może na jakiejś konstrukcji. Wierzący, którzy chcieli się pomodlić, uderzali w dzwon, aby przyciągnąć uwagę świętego i upewnić się, że ich modlitwy zostaną wysłuchane. Niewidoma kobieta weszła do kościoła, trzymała linę, wołając do św. Wojciecha i kontynuowała bicie w dzwon, dopóki nie odzyskała wzroku.
Będąc świadkami tego uzdrowienia, mieszkańcy Wolina dziękowali Bogu i wzmocnili swoją wiarę. Kiedy jednak próbowali przypisać to uzdrowienie biskupowi, ten zabronił im tego, mówiąc: "Jestem grzesznikiem, a nie cudotwórcą. Czy zapomnieliście, że w zeszłym roku, kiedy całe miasto płonęło, ten pobożny męczennik uratował swój mały domek przed płomieniami? W obliczu tej tragedii nie oddawaj czci samemu Julowi, włóczni Jula ani żadnemu bożkowi, wielkiemu czy małemu, aby nie sprowadzili na ciebie boskiej zemsty śmierci, zarazy, ognia i wojny.

Pewien szlachcic odwiedził biskupa ze swoim lunatykującym synem i poprosił go o pobłogosławienie chłopca. W nagrodę przyniósł cztery tłuste krowy. Biskup, który był przyzwyczajony do błogosławienia bez pieniędzy, pobłogosławił chłopca, ale zabrał ich z darami do namiotu, w którym przechowywano relikwie, aby mogli tam szukać Bożego miłosierdzia, jeśli chcą, poprzez modlitwę i ofiary. Dziecko zostało uzdrowione, a oni byli przepełnieni wdzięcznością.

Kolejny szlachcic, który cierpiał na dezorientację, obłąkanie, a czasami na czystą słabość umysłu, rzucił się na miejsce, gdzie stał biskup, błagając o zdrowie, i je odzyskał.

Czwarte cudo miało miejsce na polu pod Wolinem i stanowiło karę za naruszenie świętości niedzieli. Towarzysz Ottona spotkał wieśniaków poza miastem podczas koszenia zboża. Próbował ich przekonać, aby zaprzestali pracy w niedzielę. Jednakże ich nadzorca zachęcił ich do jeszcze gorliwszej pracy. Nastąpiło to, co następuje:

Ksiądz, smutny z odwagi tych ludzi, skierował teraz swoją modlitwę do Pana, aby przez odpowiednią karę mógł pomścić pogardę swojego męczennika, czyli świętego Wawrzyńca. Nie minęło wiele czasu, oto nagle pojawił się ogień, który nie tylko ogarnął jeszcze stojący zboże, ale także to, które już było skoszone, rozprzestrzeniając taką gorączkę, że rolnicy musieli uciekać z pola.

Piąty cud to kara za pracę w dniu Wniebowzięcia Najświętszej Maryi Panny.

Mężczyzna i kobieta pracowali przy zbiorach. Kapłan próbował ich zatrzymać, mówiąc im, że ten dzień zasługuje na szacunek ze względu na Wniebowzięcie Maryi. Jednakże był to właśnie poniedziałek, więc rolnik odpowiedział: "Wczoraj nie mogliśmy pracować z powodu niedzieli, a dzisiaj znowu nam mówią, żebyśmy nic nie robili. Jaka to nauka, która każe ludziom zrezygnować z niezbędnych i dobrych zajęć? Kiedy więc mamy zobaczyć nasze plony zebrane? Myślę, że zazdrościcie nam naszych korzyści." Tutaj kara wynikała również z popełnionego przewinienia. Ponieważ (rolnik) nadal chciał wyrazić swój niezadowolenie i kontynuował pracę z wielkim zapałem i szybkimi ruchami, oddzielając ziarno, nagle upadł martwy w rowie, trzymając sierp w prawej ręce i ścięte zboże w lewej. Jego żona, nieszczęśliwa pomocnica w pracy, pozostała przy życiu, poszła za ciałem swojego męża do kościoła i nie mogła wyjąć sierpa i snopu z jego rąk, dopóki społeczność i duchowieństwo nie uznały tego za dowód nielegalnej pracy.
Kiedy zmarły został uwolniony i społeczność z przerażeniem odeszła, także ona została uwolniona od swojego strachu.

Zauważono jednak, że ludzie wyciągnęli wnioski z tego incydentu i postanowili oddawać więcej szacunku Matce Boskiej oraz uświetniać inne święta poprzez masowe odwiedzanie kościołów.

## Kult
W 1189 roku (50 lat po śmierci) został kanonizowany przez papieża Klemensa III. W powojennej Polsce miastem szczególnie związanym historycznie ze św. Ottonem i jego kultem są Pyrzyce, gdzie znajduje się studzienka ze źródłem św. Ottona. Z kolei kopia gotyckiej figury misjonarza zdobi mury Zamku Książąt Pomorskich w Szczecinie.
Patronat i upamiętnienie
Od 10 czerwca 2006 jest patronem Pyrzyc. Święty patronuje również archidiecezji szczecińsko-kamieńskiej, bamberskiej i berlińskiej.
W Polsce pod wezwaniem św. Ottona są m.in. parafie w Pyrzycach, Kamieniu Pomorskim, Kostkowie, Szczecinie, kościół w Słupsku, oraz w Grzymiradzu. W Cerkwicy jest studnia św. Ottona, w Bambergu uniwersytet, a w szczecińskiej Płoni – lipa. Istnieje wiele kościołów pod wezwaniem św. Ottona w Niemczech. W Wolinie liceum nosi jego imię. Istnieje kilka nazw ulic i placów upamiętniających Ottona z Bambergu. Są to m.in. plac św. Ottona w Szczecinie, rondo św. Ottona  w Trzebiatowie.
Dzień obchodów
Jego wspomnienie liturgiczne obchodzone jest w Kościele katolickim i ewangelickim 30 czerwca, natomiast w Polsce – 1 lipca. W Bawarii, jest bardziej znany i czczony jako uzdrowiciel niż apostoł – jest orędownikiem w przypadku gorączki oraz wścieklizny. Tamże wspomnienie św. Ottona przypada 30 września.

## List od Bolesława Krzywoustego
„Swemu panu i ojcu najukochańszemu Ottonowi, dostojnemu biskupowi, Bolesław, wódz Polaków pokorne ślubowanie braterskiej uległości.
Ponieważ wspomniałem twoje przebywanie w okresie twojej młodości z właściwą tobie szlachetnością u mojego ojca, a obecnie także Pan jest z Tobą umacniając cię i błogosławiąc ci na wszystkich twoich drogach. Jeśli to nie uwłacza twojej godności, pragnę odnowić z tobą więzi i korzystać z twojej rady i pomocy dla większej chwały Boga, za wsparciem jego łaski. Wiesz bowiem – jak mniemam – w jaki sposób nieokrzesany kraj barbarzyński Pomorzan został poskromiony nie moją lecz Bożą mocą i prosi o dopuszczenie do społeczności Kościoła przez chrztu obmycie. Lecz oto, przez trzy lata staram się i nikogo odpowiedniego do tego dzieła a mnie bliskiego nie mogę pozyskać spośród biskupów albo kapłanów. Stąd ponieważ jest rozpowiadana twoja niestrudzona świętość, skora do wszelkiego szlachetnego dzieła, zgodnie z naszym pragnieniem błagamy, najdroższy ojcze, niech nie wzbudzi niezadowolenia propozycja przyjęcia tego rodzaju pracy dla chwały Bożej i wzrostu twego własnego uświęcenia. A także i ja po ojcowsku oddany ci sługa, pokryję wszystkie wydatki twoje i twoich towarzyszy podróży i tłumaczy języka i kapłanów pomocniczych i wszystko cokolwiek byłoby potrzebne dostarczę, tylko ty najdroższy ojcze, zechciej przybyć”.

### Ciekawostka związana ze św. Ottonem
Ze św. Ottonem z Bambergu, z pamięcią i kultem jego postaci na Pomorzu, wiążą się wzmianki w podaniach i kronikach pomorskich.
Np. Tomasz Kantzow, pomorski historyk z XVI w. i Filip Hainhofer, wspominają o tym, że znany pomorski ród Bogdan z Wolina, utrzymuje pamięć nadania miana z rąk samego św. biskupa Ottona po tym, jak protoplasta rodu miał biskupa uderzyć lub rzucić w niego włócznią, po czym nawróciwszy się miał w akcie skruchy powiedzieć: „Bóg dał, iżem cię nie zabił”. Dla pamięci ocalenia i dwóch pierwszych słów „Bóg dał” św. Otton miał nadać protoplaście rodu owo imię.

### Galeria
Studnia w Cerkwicy w jednym z pomników chrztu ludności Pomorza Zachodniego przeprowadzonego przez biskupa Ottona z Bambergu.

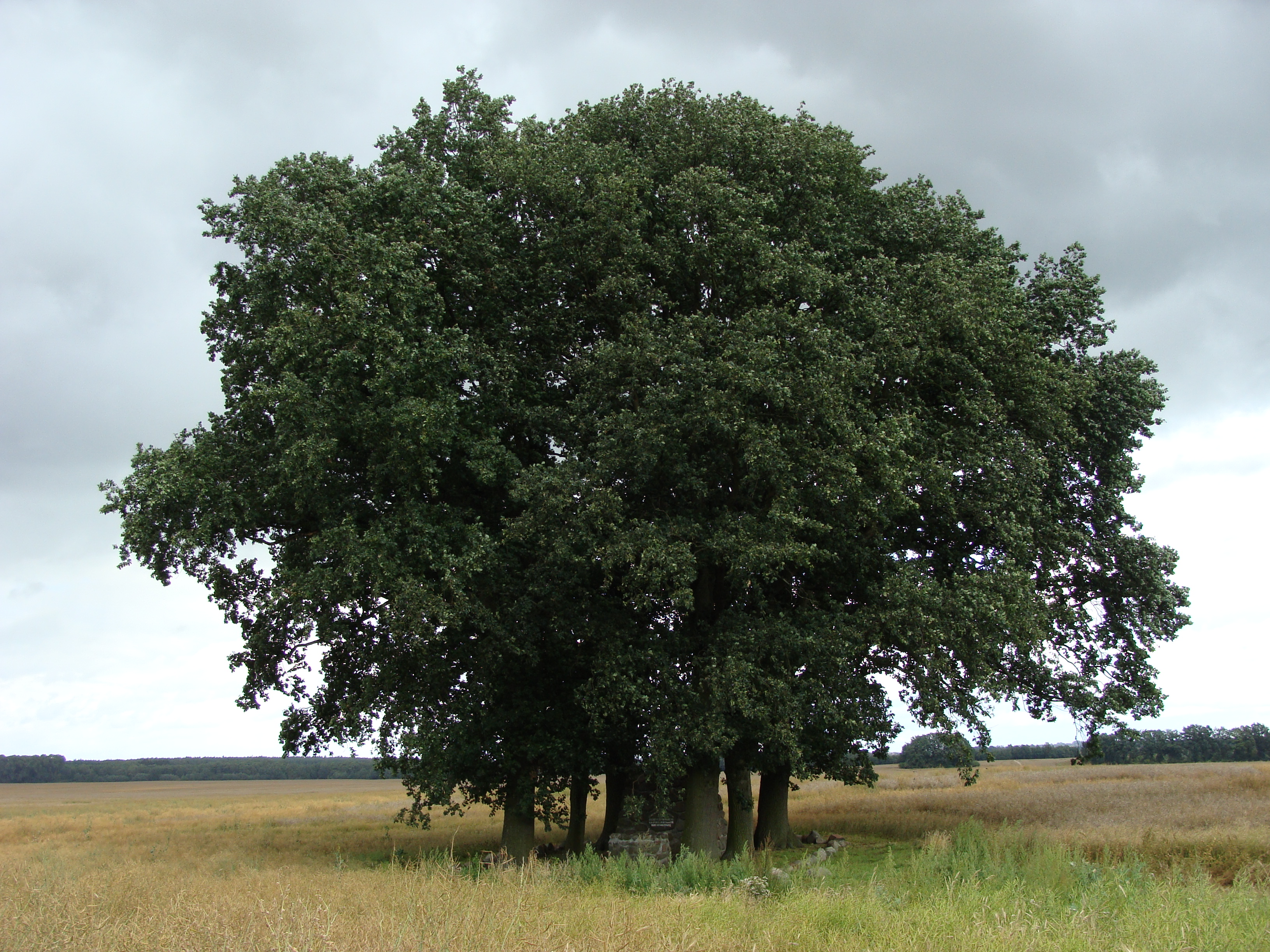
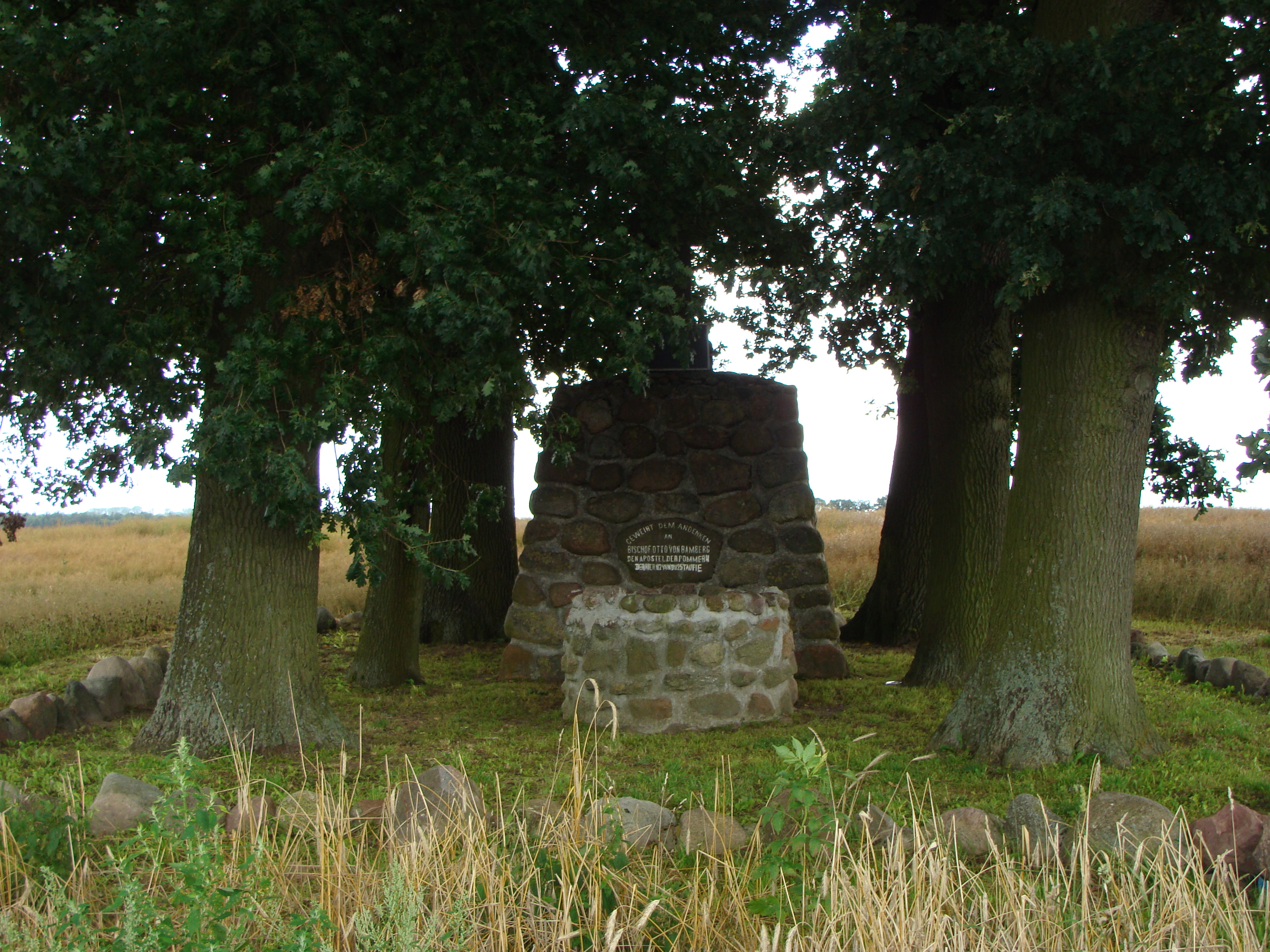
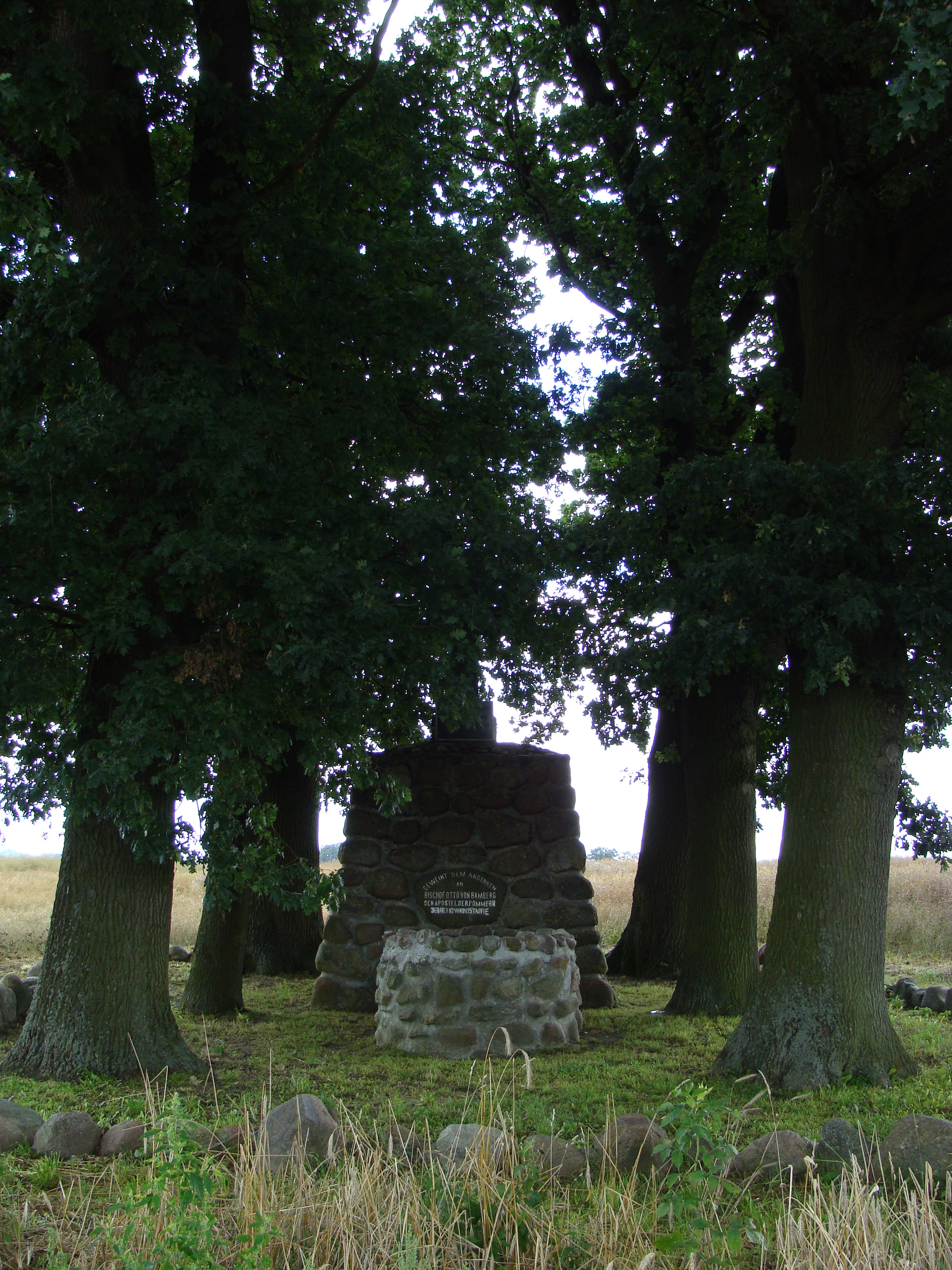